# Сирецяну, Вероника Ивановна
Вероника Ивановна Сирецяну (рум. Veronica Sirețeanu, урождённая Врагалева, Vragaleva; род. 4 ноября 1985, Кишинёв, Молдавская ССР, СССР) — молдавский политический и государственный деятель. Министр финансов Республики Молдова с 16 февраля 2023 по 27 сентября 2023 года.

## Биография
Родилась 4 ноября 1985 года в Кишинёве, столице Молдавской ССР.
В 2003—2007 годах училась в Академии экономического образования Молдавии в Кишинёве, в 2007—2008 годах там же в магистратуре, а также в магистратуре Академии государственного управления при Президенте Республики Молдова в 2007—2010 годах. В 2010—2019 годах училась в докторантуре Национального института экономических исследований (Institutul Național de Cercetări Economice) в Кишинёве, получила степень доктора экономических наук.
В 2007—2016 годах работала в Государственной налоговой службе Республики Молдова. В 2010—2016 годах — научный сотрудник Национального института экономических исследований.
В 2015—2018 годах — преподаватель Академии экономического образования Молдавии.
С февраля 2016 года — заместитель министра, с 7 ноября 2017 до 2019 года — государственный секретарь (до августа 2018 года ответственный за налоговую и таможенную политику, бухучет и корпоративный аудит) в Министерстве финансов Республики Молдова.
В 2019—2023 годах — исполнительный директор общественной некоммерческой организации FINedu, занимающейся деятельностью в сфере финансовой грамотности. В 2020—2022 годах — менеджер Американской торговой палаты в Республике Молдова (AmCham), в 2022—2023 годах — заместитель директора по адвокации и развитию AmCham.
16 февраля 2023 года указом президента Республики Молдова Майи Санду назначена министром финансов Республики Молдова в правительстве во главе с премьер-министром Республики Молдова Дорином Речаном. Правительство приступило к работе 17 февраля.
Помимо родного румынского, свободно владеет русским и английским языками.

## Семья
Замужем. Муж — Октавиан Сирецяну.
Её отец, полковник запаса Иван Врагалев упоминался в СМИ как член партии «Строим Европу дома» (Partidul Acasă Construim Europa, PACE) во главе с бывшим заместителем руководителя Генерального инспектората полиции Республики Молдова Георгием Кавкалюком, который покинул страну после досрочных парламентских выборов 11 июля 2021 года и объявлен в международный розыск. Однако Иван Врагалев опроверг информацию о членстве в партии Кавкалюка.